# Rumoi
Rumoi (留萌市) és una ciutat de la subprefectura de Rumoi, Hokkaido, Japó. És la capital i ciutat més poblada de la subprefectura del mateix nom.

## Geografia
El municipi de Rumoi es troba al sud de la subprefectura del mateix nom. El riu Rumoi travessa la ciutat.

## Història
Rumoi es desenvolupà per la peixca i la mineria.
- 1869: El municipi de Rurumoppe canvia el seu nom al de Rumoi.
- 1877: Es funda oficialment el municipi de Rumoi.
- 1902: El poble de Reuke s'uneix al de Rumoi.
- 1907: El poble de Sandomari s'uneix al de Rumoi.
- 1908: Rumoi esdevé vila.
- 1914: La capital de la subprefectura de Mashike passa de ser Mashike a Rumoi i la subprefectura es reanomena amb el nom de Rumoi.
- 1919: El poble d'Obirashibe (actualment Obira) se separa i esdevé municipi.
- 1945: Rumoi es designada pels soviètics com a lloc d'una possible invasió de Hokkaido, amb un pla per ocupar l'illa des de Rumoi a l'oest fins a Kushiro a l'est. El pla fou cancel·lat.[2][3][4]
- 1947: Rumoi esdevé ciutat.

## Política

### Assemblea municipal
La composició actual de l'assemblea municipal és aquesta:
| Partit | Partit         | Partit | Regidors |
| ------ | -------------- | ------ | -------- |
|        | Hōga Club      | HC     | 5 / 14   |
|        | Democràcia     | PDC    | 3 / 14   |
|        | Hōseikai       | HSK    | 3 / 14   |
|        | Kōmeitō        | KMT    | 2 / 14   |
|        | Independents   | Ind    | 3 / 14   |
|        | Escons vacants |        | 0 / 14   |

### Alcaldes
| Nom | Nom                 | Inici | Fi   |
| --- | ------------------- | ----- | ---- |
|     | Tahachi Harada      | 1947  | 1954 |
|     | Sakuichi Hashimoto  | 1954  | 1962 |
|     | Eiichi Harada       | 1962  | 1986 |
|     | Etsurō Igarashi     | 1986  | 1994 |
|     | Norihiko Naganuma   | 1994  | 2006 |
|     | Sadotoshi Takahashi | 2006  | 2018 |
|     | Shunji Nakanishi    | 2018  | Ara  |